# ラジ朝@モーニング
『ラジ朝@モーニング』（ラジあさアットモーニング）は、テレビ朝日系列で1999年10月4日 - 2001年9月に放送していたニュース・情報番組。なお、番組ロゴは「ラジ朝」と「アットモーニング」の間に@のaをmに変えたものがデザインされていた。本項では、同一キャスターで2002年3月まで放送された『N天トップ!』についても記述する。

## 概要
かつての『おはよう!CNN』『CNNデイブレイク』をルーツとし、同じ制作会社である日本ケーブルテレビジョン（JCTV）によって制作された。1999年4月改編で制作費削減のために『早起き!チェック』が終了し、再放送枠に転換されたことは、当時週刊現代にも批判された。この半年後に、わずか20分枠とはいえ、枠が復活した格好になる。
番組開始当初は「聴くテレビ、視るラジオ」をコンセプトにCGバーチャルセットを駆使し、ラジオ風に2人のキャスターが対面し番組が進行されていたが、半年後には他のニュース番組同様に画面に向って進行するスタイルとなる。
2001年10月にはタイトルを『N天トップ!』に変更しつつも、同一キャスターによって2002年3月まで続けられた。
北海道テレビなど一部の系列局でもネットされた。
後番組は『朝いち!!やじうま』

## 放送時間
- 1999年10月 - 2000年9月　5:30 - 5:50
- 2000年10月 - 2002年3月　5:25（月曜は5:30） - 5:50

## 出演者
| 年代      | 年代      | 男性メイン | 女性メイン | 女性メイン | 天気     | 天気     | 天気     |
| 年代      | 年代      | 男性メイン | 月 - 水曜  | 木・金曜   | 月・火曜 | 水曜     | 木・金曜 |
| --------- | --------- | ---------- | ---------- | ---------- | -------- | -------- | -------- |
| 1999.10.4 | 2000.3.31 | 荻島正己   | 龍円愛梨   | 武内絵美   | （不在） | （不在） | （不在） |
| 2000.4.3  | 2000.9.29 | 荻島正己   | 野村真季   | 龍円愛梨   | （不在） | （不在） | （不在） |
| 2000.10.2 | 2001.3.30 | 荻島正己   | 野村真季   | 龍円愛梨   | 佐分千恵 | 河野明子 | 石井希和 |
| 2001.4.2  | 2001.9.28 | 今泉清保   | 野村真季   | 龍円愛梨   | 佐分千恵 | 河野明子 | 石井希和 |
| 2001.10.1 | 2002.3.29 | 今泉清保   | 佐分千恵   | 佐分千恵   | 中岡由佳 | 中岡由佳 | 中岡由佳 |

備考
- 荻島、今泉、中岡以外は出演当時の者も含めテレビ朝日アナウンサー。